# Dynamos F.C.
Dynamos Football Club (Dynamos F.C.), ook bekend als Dynamos Harare, Zimbabwe Dynamos of kortweg Dynamos, is een voetbalclub uit de Zimbabwaanse hoofdstad Harare. 
Dynamos werd opgericht in 1963. Het is veruit de populairste en, met 18 landstitels, succesvolste club van Zimbabwe. De club bereikte in 1998 de finale van de CAF Champions League, maar verloor van het Ivoriaanse ASEC Mimosas. De clubkleuren zijn blauw en wit.

## Erelijst
Landskampioen
1963, 1965, 1966, 1970, 1976, 1978, 1980, 1981, 1982, 1983, 1985, 1986, 1989, 1991, 1994, 1995, 1997 , 2007, 2011, 2012
Beker van Zimbabwe
Winnaar: 1976, 1985, 1986, 1988, 1989, 1996, 2003, 2007
Finalist: 1968, 1997
Zimbabwean Independence Trophy
Winnaar: 1983, 1990, 1995, 1998, 2004
Finalist: 1989, 2001, 2002
Zimbabwean Charity Shield
Winnaar: 2002
Finalist: 2001
OK Woza Bhora
2004
CAF Champions League
Finalist: 1998